# Shady Mohamed
Shady Mohamed Abdel Fattah (arabe : شادي محمد)né le 29 novembre 1977 à Alexandrie, est un footballeur égyptien.

## Biographie
Il a remporté la Coupe d'Afrique des nations 2008 avec l'équipe d'Égypte.

## Carrière
- 1999-2009 : Al Ahly SC ( Égypte)
- 2009-2010 : Ittihad Alexandrie ( Égypte)

## Palmarès

### Al Ahly
- Médaillé de bronze à la Coupe du monde des clubs 2006

- Vainqueur de la ligue des champions en 2001, 2005, 2006 et 2008

- Vainqueur du championnat d'Égypte en 2000, 2005, 2006, 2007, 2008

- Vainqueur de le Supercoupe de la CAF en 2002, 2006, 2007 et 2009

- Vainqueur de la coupe d'Égypte en 2001, 2003, 2006, et 2007

- Vainqueur de la supercoupe d'Égypte en 2003, 2005, 2006, 2007 et 2008

### Égypte
- Vainqueur de la CAN 2008.